# Zračna luka Leipzig/Halle
Zračna luka Leipzig/Halle, nazivana i Zračna luka Schkeuditz (IATA: LEJ, ICAO: EDDP)  nalazi se u Schkeuditzu njemačkoj pokrajini Saska, a služi gradovima Leipzig i Halle. Kroz zračnu luku godišnje prođe više od dva milijuna putnika.